# Чемпионат мира по шорт-треку среди юниоров 2000
Чемпионат мира по шорт-треку среди юниоров 2000 года проходил с 8-9 января в Секешфехерваре (Венгрия).
Чемпионат включает в себя четыре дистанции — 500, 1000, 1500 и 1500 метров — суперфинал На дистанциях сначала проводятся предварительные забеги, затем лучшие шорт-трекисты участвуют в финальных забегах. Чемпионом мира становится спортсмен набравший наибольшую сумму очков по итогам четырёх дистанций. В случае равенства набранных очков преимущество отдаётся спортсмену занявшему более высокое место в суперфинале на дистанции 1500 м. Также проводятся с 2001 года эстафеты у девушек м у юношей на 2000 м. С 2019 года абсолютный чемпион не разыгрывается.

## Общий медальный зачёт
| Место | Страна           | Золото | Серебро | Бронза | Всего |
| ----- | ---------------- | ------ | ------- | ------ | ----- |
| 1     | Республика Корея | 3      | 3       | 3      | 10    |
| 2     | Канада           | 3      | 3       | 2      | 8     |
| 3     | Италия           | 2      | 1       | 1      | 4     |
| 4     | Китай            | 0      | 1       | 1      | 2     |
| 5     | Великобритания   | 0      | 1       | 0      | 1     |
| 6-7   | США              | 0      | 0       | 1      | 1     |
| 6-7   | Япония           | 0      | 0       | 1      | 1     |

## Медалисты

### Юноши
| Дисциплина        | Золото                   | Серебро                     | Бронза                      |
| ----------------- | ------------------------ | --------------------------- | --------------------------- |
| 500 м             | Никола Родигари Италия   | Лю Инбао Китай              | Брайан Жалбер Канада        |
| 1000 м            | Эндрю Лэйхи Канада       | Ли Сын Джэ Республика Корея | Ли Е Китай                  |
| 1500 м            | Стив Робиллар Канада     | Мин Рен Республика Корея    | Антон Аполо Оно США         |
| 1500 м суперфинал | Мин Рен Республика Корея | Никола Родигари Италия      | Ли Сын Джэ Республика Корея |
| Многоборье        | Мин Рен Республика Корея | Никола Родигари Италия      | Эндрю Лэйхи Канада          |

### Девушки
| Дисциплина        | Золото                        | Серебро                        | Бронза                      |
| ----------------- | ----------------------------- | ------------------------------ | --------------------------- |
| 500 м             | Катя Дзини Италия             | Мари-Ив Дроле Канада           | Пак Хе Рим Республика Корея |
| 1000 м            | Чхве Мин Гён Республика Корея | Мари-Ив Дроле Канада           | Пак Хе Рим Республика Корея |
| 1500 м            | Пак Хе Рим Республика Корея   | Мари-Ив Дроле Канада           | Катя Дзини Италия           |
| 1500 м суперфинап | Чхве Мин Гён Республика Корея | Джоанна Уильямс Великобритания | Юка Камино Япония           |
| Многоборье        | Мари-Ив Дроле Канада          | Чхве Мин Гён Республика Корея  | Пак Хе Рим Республика Корея |